# Pangrapta parvula
Pangrapta parvula là một loài bướm đêm trong họ Erebidae.